# Moruț (okręg Bistrița-Năsăud)
Moruț – wieś w Rumunii, w okręgu Bistrița-Năsăud, w gminie Matei. W 2011 roku liczyła 224 mieszkańców.